# Гилман Сити (Мисури)
Гилман Сити (енгл. Gilman City) град је у америчкој савезној држави Мисури.

## Демографија
По попису из 2010. године број становника је 383, што је 3 (0,8%) становника више него 2000. године.
| Група             | 2000.       | 2010.       |
| Белци             | 376 (98,9%) | 378 (98,7%) |
| Афроамериканци    | 0 (0,0%)    | 0 (0,0%)    |
| Азијати           | 0 (0,0%)    | 0 (0,0%)    |
| Хиспаноамериканци | 2 (0,5%)    | 3 (0,8%)    |
| Укупно            | 380         | 383         |